# Teatro de Marcelo
El teatro de Marcelo fue un antiguo teatro romano edificado en Roma, actual Italia, y parcialmente conservado. Su construcción fue iniciada por Julio César poco antes de su asesinato, siendo terminado por orden de Augusto entre los años 13 a. C.-11 a. C. 
Se considera uno de los primeros espacios escénicos permanentes de la capital (tras el teatro de Pompeyo). Fue dedicado a Marco Claudio Marcelo, sobrino, yerno y heredero de Augusto, como un acto de piedad, ya que este príncipe había muerto prematuramente en el 23 a. C., antes de que este edificio se levantase en el Campo de Marte. 
En el año 17 a. C., cuando las obras aún no habían sido terminadas, Augusto hizo celebrar en el teatro los famosos Juegos Seculares (ludi saecularis), cantados por Horacio.

## Historia
Julio César proyectó la construcción de un teatro, destinado a rivalizar con el edificado por Pompeyo en el Campo de Marte. Con este objetivo expropió una amplia área, demoliendo algunos edificios sagrados, como el templo dedicado a la diosa Pietas y uno posiblemente identificado como el templo de Diana. Sin embargo, a la muerte del dictador únicamente se habían construido los cimientos y las obras fueron reanudadas por Augusto, quien diseñó con su presupuesto un área y un edificio más grandes que el original. Esta ampliación conllevó la ocupación de la parte curva del Circo Flaminio, que a partir de entonces se convirtió en una simple plaza, y el desplazamiento y reconstrucción de los templos circundantes, como el templo de Belona y el antiguo templo de Apolo.

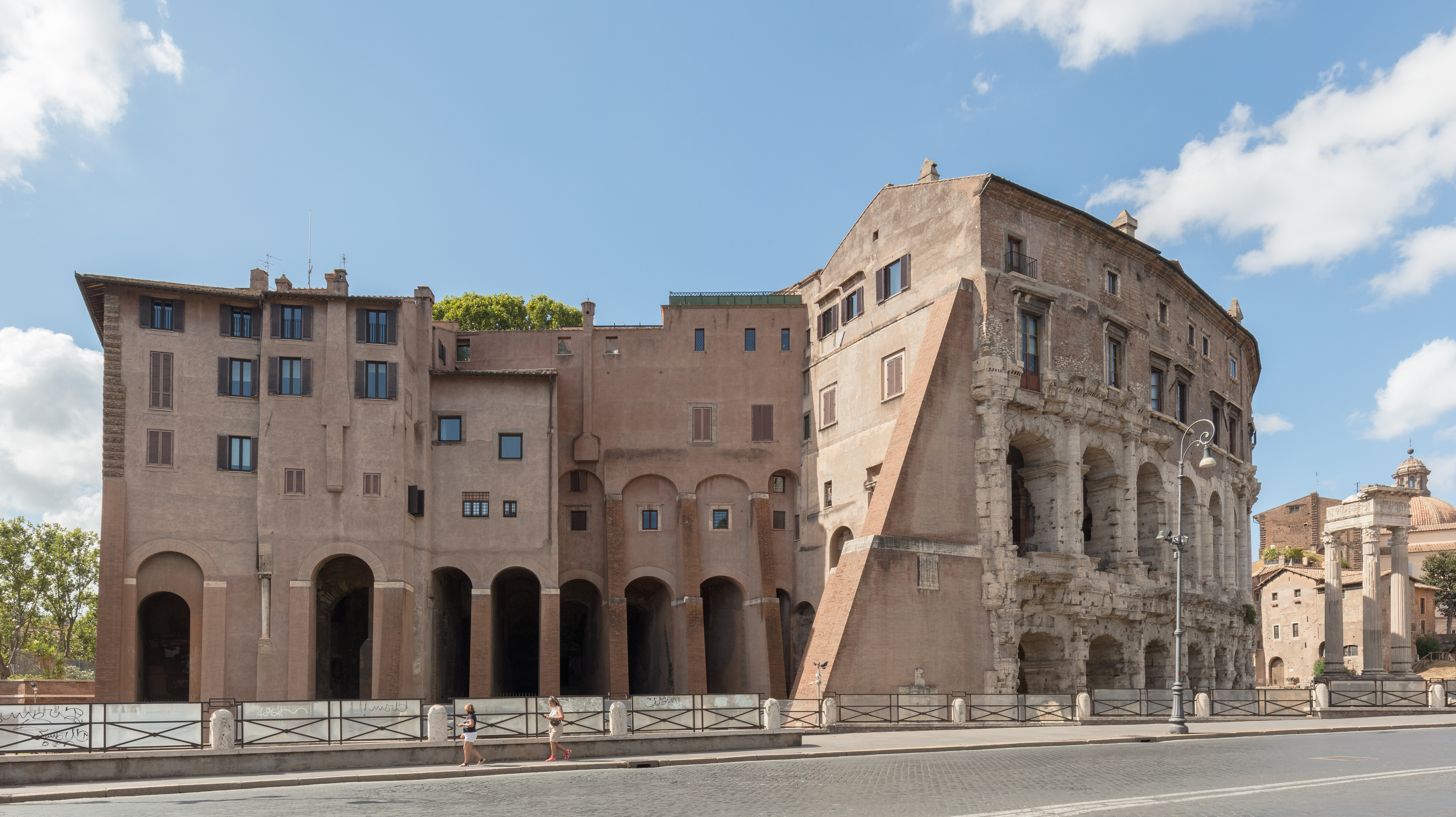
Aspecto exterior actual del teatro.

El primer uso del nuevo edificio se remonta al año 17 a. C., durante los ludi saeculares («juegos seculares»), aunque las obras no concluyeron hasta el 13 a. C. y el teatro fue inaugurado por Augusto un año después. Fue dedicado a Marco Claudio Marcelo, hijo de su hermana Octavia, que había fallecido una década antes y a quien había designado como heredero al casarlo con su hija Julia. Suetonio relata que, durante la ceremonia de inauguración, la silla de Augusto se derrumbó y cayó de espaldas. En el centro del teatro se colocaron cuatro columnas de mármol africano, procedentes de la casa de Marco Emilio Escauro en el monte Palatino y una estatua de bronce dorado de Marcelo.
Resultó dañado en el Gran incendio de Roma del año 64, así como durante las luchas entre Vespasiano y Vitelio. El escenario fue restaurado durante el reinado de Vespasiano (r. 69-79), así como otras restauraciones durante el gobierno de Alejandro Severo (r. 222-235). A pesar de la extracción de bloques de travertino de la fachada para la restauración del puente Cestio en el año 370, el teatro parece que continuó en uso en esta época y en el año 421 algunas esculturas de la estructura fueron restauradas por Petronio Máximo, prefecto de la ciudad.

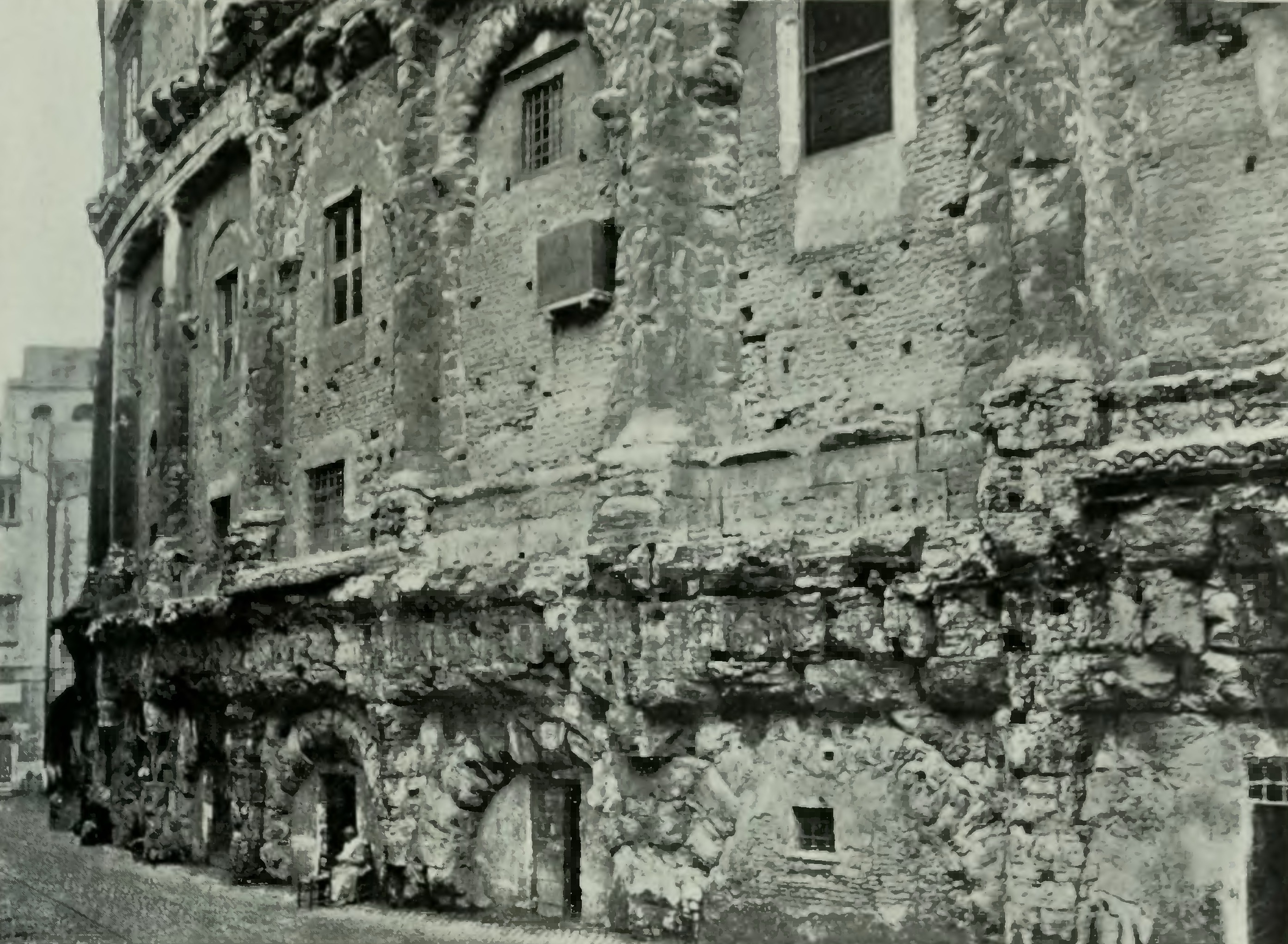
El teatro en 1908, antes de su restauración dos décadas más tarde.

Durante el medievo, en el año 1150, fue ocupado por pequeñas construcciones y se transformó en fortaleza, lo que le evitó futuras destrucciones. Inicialmente perteneció a la familia Faffo o Fabi de Pescheria en el siglo XII, más tarde pasó a los Pierleoni en el siglo XIV y a partir de la segunda mitad del siglo XV los Savelli obtuvieron la propiedad, quienes contrataron al arquitecto Baldassarre Peruzzi para construir el palacio renacentista del tercer piso sobre los arcos de la fachada externa. En el siglo XVIII la familia Orsini, duques de Gravina, obtuvieron el edificio hasta la expropiación por parte del dictador Benito Mussolini, quien realizó labores de restauración entre 1926 y 1932, eliminando numerosas tiendas y casas que ocupaban los arcos y el espacio circundante; asimismo, se desenterraron los arcos que estaban unos 4 metros bajo tierra. La restauración también incluyó la consolidación de una parte de la arcada interna, con espolones de ladrilla, y la reconstrucción de parte de la fachada.

## Descripción

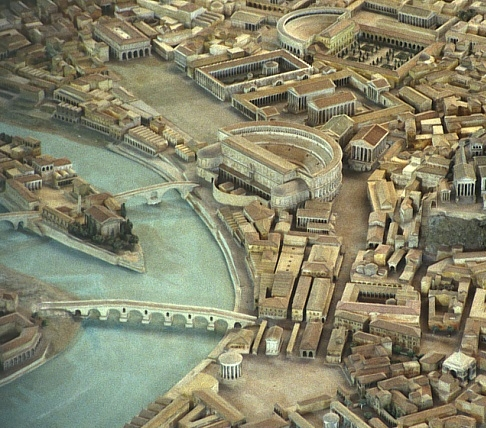
Localización del teatro en el plano de Roma de Italo Gismondi.

Se calcula que la cavea, con 129,80 metros de diámetro, podía albergar a entre 15 000 y 20 000 espectadores, convirtiéndose así en el segundo teatro más grande de la Roma de los Césares, por detrás del de Pompeyo. El espacio destinado al coro tiene 37 metros de diámetro; el escenario, del que no quedan restos, estaba flanqueado por dos salas con ábside, de una de las cuales quedan aún en pie una pilastra y una columna. Detrás del escenario había una gran exedra semicircular con los dos pequeños templos.
El material de fachada es travertino de la cantera del Barco, cerca de los Baños de Tívoli, el mismo que el del Coliseo. Y también como en este las arquerías se revisten de los órdenes clásicos superpuestos, en este caso el dórico (toscano) abajo y el jónico encima. La estructura del edificio está hecha de opus caementicium, una mezcla líquida que incluye arena, cascotes de piedra, piedra volcánica o puzolana y cal. La misma se vierte en moldes de madera para darle forma hasta que solidifica, tal como se hace en la actualidad con el hormigón. Mientras el cemento estaba fresco se le adosaba el material de fachada cortado en trozos, tal como se hizo en este caso con el travertino. Está técnica de revestir el cemento fresco con piedra se denomina Opus incertum. También se empleó en su construcción ladrillo refractario romano, que entonces era una novedad recién introducida desde Grecia.